# Gordon Forrest
Gordon Forrest (Dunfermline, 14 gennaio 1977) è un allenatore di calcio ed ex calciatore scozzese, di ruolo centrocampista.

## Carriera

### Calciatore
Ha giocato nella massima divisione del campionato scozzese e in quello islandese.

### Allenatore
Ha iniziato la sua carriera di allenatore come assistente di Stevie Crawford. Nel 2014 diventa assistente di Carl Robinson ai Vancouver Whitecaps, dopo averne allenato le giovanili. Ha fatto parte dello staff di Robbie Neilson dal 2019 al 2023, quando poi è diventato secondo di Steven Naismith.